# Мечеть аль-Киблатайн
Мечеть аль-Киблатайн (араб. مَسْجِدُ ٱلْقِبْلَتَيْنِ‎) — мечеть в городе Медина в Саудовской Аравии

## История
Мечеть аль-Киблатайн была построена при жизни пророка Мухамеда и является одной из самых первых мечетей. Эта мечеть является важной в мусульманской традиции так как именно здесь Мухаммад получил откровение от Аллаха, в котором он поручил ему принять Каабу в качестве киблы.
До этого Иерусалим был киблой ислама — объектом, в направлении которого надлежало совершать мусульманскую молитву (салат). Пока мусульмане находились в Мекке, а также на протяжении 17—18 месяцев в Медине, они молились в направлении Иерусалима. (В 625 году место киблы навечно заняла Кааба в Мекке).